# Sagres
Sagres este un oraș în São Paulo (SP), Brazilia.